# مارگارت ویلسون (تنیس‌باز)
 مارگارت ویلسون (انگلیسی: Margaret Wilson؛ زاده ) یک تنیس‌باز اهل استرالیا است.